# Hans-Heinrich Ambrosius
Hans-Heinrich Ambrosius (geboren 22. Juni 1904; gestorben 1978) war ein deutscher Offizier der Wehrmacht, der Schriften zum Kriegsverlauf während des Zweiten Weltkrieges verfasste.

## Leben
1937 publizierte Ambrosius Zur Totalität des Zukunftskrieges in dem Fachblatt Wissen und Wehr. Monatsschrift der Deutschen Gesellschaft für Wehrpolitik und Wehrwissenschaften.
1938 heiratete der promovierte Kapitänleutnant die damals in Hildesheim als freischaffende Werbegrafikerin tätige Künstlerin Else-Marie Ambrosius, die anschließend von dort aus nach Berlin übersiedelte.
Während des Zweiten Weltkriegs verfasste Hans-Heinrich Ambrosius mehrere zum Teil weltanschauliche NS-Schriften – herausgegeben teils nur für den internen Dienstgebrauch der Ordnungspolizei, unter dem Oberkommando der Kriegsmarine oder herausgegeben vom „Reichsführer-SS und Chef der Deutschen Polizei“ Heinrich Himmler – zum aktuellen Kriegsgeschehen wie die Eroberung Norwegens, die Seeblockade der Britischen Inseln und mehrfach über die deutschen Militäroperationen während der Atlantikschlacht.
Seine Ehefrau war von 1943 bis 1944 als Kriegsberichterstatterin auf dem Balkan. Von Oktober 1943 bis zur Auflösung war er als Korvettenkapitän Leiter der Gruppe Marine der Deutschen Waffenstillstandskommission.

In der Nachkriegszeit strengte Ambrosius in Hannover ein von 1954 bis 1959 andauerndes Verfahren gemäß Bundesentschädigungsgesetz über das Niedersächsische Innenministerium an.
Hans-Heinrich Ambrosius starb 1978; seine Ehefrau starb 1992 in ihrem Haus in Hildesheim.

## Schriften
- Zur Totalität des Zukunftskrieges, in: Wissen und Wehr. Monatsschrift der Deutschen Gesellschaft für Wehrpolitik und Wehrwissenschaften, Berlin: Mittler, Jahrgang 18 (1937), S. 187–198
- Die Verluste der neutralen Handelsschiffahrt im gegenwärtigen Seekrieg (= Deutsches Institut für Außenpolitische Forschung: Schriften des Deutschen Instituts für Außenpolitische Forschung und des Hamburger Instituts für Auswärtige Politik, [87a]), Berlin: Junker und Dünnhaupt, 1940
- Unser Kampf in Norwegen, mit 64 Abbildungen und 7 Karten von Lothar Helmcke, München: Bruckmann, 1940
- Die Blockade der Britischen Inseln (= Deutsches Institut für Außenpolitische Forschung: Schriften des Deutschen Instituts für Außenpolitische Forschung und des Hamburger Instituts für Auswärtige Politik, Heft 89), Berlin: Junker und Dünnhaupt, 1941
- Die Schlacht im Atlantik. Sonderschrift des Oberkommandos der Kriegsmarine, Hamburg: Hanseatische Verlagsanstalt
- De slag op den Atlantischen Oceaan / H. H. Ambrosius. Vert.: M. Th. Hillen (niederländisch; „Die Schlacht im Atlantik“), Amsterdam: Westland, 1942
- Die Schlacht im Atlantik / H. H. Ambrosius (= Schriftenreihe für die weltanschauliche Schulung der Ordnungspolizei, 1942, Heft 3; „Nur für den Dienstgebrauch der Ordnungspolizei“), Sonderausgabe, [Berlin]: [Der Reichsführer-SS und Chef der Deutschen Polizei] (Heinrich Himmler), 1942
- Weltkrieg im Pazifik. USA gegen Japan (= Schriftenreihe für die weltanschauliche Schulung der Ordnungspolizei, 1942, Teil 3), 1942
  - Reproduktion der Sonderausgabe von 1942, Leipzig; Frankfurt am Main: Deutsche Nationalbibliothek, 2023
- Entscheidung im Atlantik / H. H. Ambrosius (= Sonderausgabe für das Offizierkorps der Kriegsmarine, für das Sortiment nicht erhältlich), 1.–25. Tsd., Hamburg: Hanseatische Verlagsanstalt, [1944]

## Archivalien
Archivalien von und über Hans-Heinrich Ambrosius finden sich beispielsweise
- über die Datenbank Gepris zum bewilligten Stipendium von 1936 mit dem Untertitel Antragsübersicht (Titel, Beihilfeart, Entscheidungsjahr und Förderstatus)[7]
- über den Kalliope-Verbund im Nachlass der Verlagsfirma B. Schotts Söhne als Brief von Ambrosius von 1947 an den Verleger Willy Strecker[8]
- im Niedersächsischen Landesarchiv (Abteilung Hannover) als Verzeichnung der Akte des vormaligen Niedersächsischen Innenministeriums unter dem Titel „Entschädigungsverfahren des Dr. Hans-Heinrich Ambrosius, Hannover, geb. 22.06.1904“ für die Laufzeit 1954 bis 1959; Archivsignatur NLA HA Nds. 100 Acc. 2003/027 Nr. 387, alte Signatur B 108[1]